# Casa Argelich
La Casa Argelich és una obra renaixentista de Guissona (Segarra) protegida com a Bé Cultural d'Interès Local.

## Descripció
Casal renaixentista de pedra de tres plantes amb galeria superior.
La planta baixa està formada una portada dovellada d'arc de mig punt i una finestra rectangular amb sentit horitzontal, damunt de la qual trobem una epigrafia curiosa que diu així: "Dentro de esta oficina ningún honor se mengua. Y por herido de lengua no tenemos medicina".
A la primera planta una porta balconera rectangular amb el seu respectiu balcó de forja i un gran finestral amb barana moderna. Al segon pis dos finestres quadrades senzilles.
Coronant l'edifici, una galeria superior formada per cinc arcades de mig punt sustentades per pilars quadrangulars.

## Història
Sembla que la inscripció que trobem a la façana d'aquest edifici la va fer inscriure un apotecari que hi va viure i que decidí per mitjà d'aquest missatge defensar el seu honor. Car les males llengües parlaven de les infidelitats de la seva dona.